# Котяче око (роман)
Котяче око (англ. Catseye) — науково-фантастичний роман американської письменниці Андре Нортон, вперше опублікований 1961 року.
Перша книга серії «Діпл».

## Зміст
Трою Хорану вдається знайти роботу в розкішному зоомагазині на планеті де він перебуває в таборі для переміщених осіб, які були побудовані в результаті війни людей, яка розділила їх на 2 галактичні держави.
Трой дізнається, що може телепатично спілкуватися з тваринами, зокрема з кінкажу та іншими терранськими звірями (коти та лисиці). Він розкриває шпигунську змову, яка призвела до смерті власника, і тікає з тваринами в небезпечні Дикі землі. Після аварії в стародавніх заборонених руїнах він знаходить останки дослідників, які раніше намагалися проникнути в руїни разом із таємничою машиною, яка може викликати минуле в сьогодення. Вважається, що вищезгадана машина стала причиною смерті дослідників.